# Школа Марьина Роща имени В. Ф. Орлова
Школа Марьина Роща имени В. Ф. Орлова — государственное бюджетное общеобразовательное учреждение Москвы, образовательный комплекс, расположенный в районе Марьина Роща на северо-востоке города.
В 2015 году школа № 1414, школа № 237, школа № 242, школа № 259, школа № 1956 и гимназия № 1572 были реорганизованы в Гимназию Марьина Роща имени В. Ф. Орлова. В 2017 году гимназия была переименована в Школу Марьина Роща им. В. Ф. Орлова.

## Школа № 1414
Школа была открыта 1 сентября 1936 года, ей был присвоен № 607. С начала 1948 учебного года руководил коллективом талантливый директор Исаак Борисович Пиратинский. Во время войны и до 1948 года в школе размещался военный госпиталь.
С 1952 года школа имеет загородный филиал на Пироговском водохранилище — «Чиверёво», куда дети ездят учиться и отдыхать несколько раз в год.
С 1971 года школа имеет собственный автокомплекс и работает по программе подготовки водителей категории В.
С 1981 года школу возглавляет Крупенина Фаина Николаевна, ветеран педагогического труда, Заслуженный учитель РФ. Она награждена медалью «За заслуги перед Отечеством II степени», имеет благодарность Мэра Москвы, правительственные награды.
В 1990 году школа № 607 успешно прошла аккредитацию на статус школы с углублённым изучением английского языка, ей был присвоен номер № 1414.
В 2007 году старое здание школы было снесено. 1 сентября 2009 новое 4-этажное здание школы приняло своих учеников (индивидуальный проект на 550 мест (22 класса)).
За проект школы № 1414 архитектурное бюро «АРСТ» получило «Хрустальный Дедал», главную премию международного фестиваля «Зодчество».

#### Школа № 1414 (№ 607) в культуре
Школе № 607 посвящено стихотворение Е. Евтушенко «Марьина Роща».